# Mindanaodwergboomtimalia
De mindanaodwergboomtimalia (Dasycrotapha plateni; synoniem: Stachyris plateni) is een zangvogel uit de familie Zosteropidae (brilvogels).

## Etymologie
Dasycrotapha: Gr. δασυς dasus: harig; κροταφος krotaphos: slaap, voorhoofd.

plateni: de soort is genoemd naar Carl Constantin Platen.

## Verspreiding en leefgebied
Deze soort is endemisch op Mindanao, een eiland in het zuiden van de Filipijnen.

## Status
De grootte van de populatie is niet gekwantificeerd maar de soort wordt omschreven als schaars tot zeldzaam en de populatie gaat achteruit door ontbossing. Op de Rode lijst van de IUCN heeft deze soort daarom de status gevoelig.